# Ammannia praetermissa
Ammannia praetermissa är en fackelblomsväxtart som först beskrevs av Kasselm., och fick sitt nu gällande namn av Kasselm.. Ammannia praetermissa ingår i släktet Ammannia och familjen fackelblomsväxter. Inga underarter finns listade i Catalogue of Life.